# Herľany
Herľany (allemand : Herlein, Bad Rank) est un village de Slovaquie situé dans la région de Košice.

## Histoire
Première mention écrite du village en 1487.

## Démographie

### Évolution de la population
| Année:               | 1994. | 2004.   | 2014.   | 2024.   |
| -------------------- | ----- | ------- | ------- | ------- |
| Nombre de personnes: | 292   | 287     | 285     | 286     |
| Différence:          |       | -1,71 % | -0,69 % | +0,35 % |

| Année:               | 2023. | 2024.   |
| -------------------- | ----- | ------- |
| Nombre de personnes: | 276   | 286     |
| Différence:          |       | +3,62 % |